# Jean-Baptiste Pouplin
Jean-Baptiste Pouplin, né à Gisors le 10 octobre 1767 et mort à Liège le 18 avril 1828 , est un instituteur belge d'origine française.
Il est le fondateur d'une des premières écoles pour sourds-muets sur le continent européen, à Liège en 1819.

## Les origines
Nommé instituteur à Givet en 1797, Jean-Baptiste Pouplin arrive à Liège deux ans plus tard pour exercer la même fonction.  
En 1819, il accueille dans sa classe deux enfants d'un ancien officier de l'Empire, Auguste et Eugénie Frenay, sourds-muets.  La nouvelle se répand, si bien qu'à la fin de l'année, ce ne sont pas moins de 19 enfants qui fréquentent l'école de Pouplin, rue Souverain-Pont.
Après avoir découvert un tableau reprenant un alphabet dactylologique, il entreprend de l'enseigner à ses jeunes sourds-muets. Autodidacte, il étudie les ouvrages de l'abbé Sicard et se convainc qu'un enseignement adapté peut sortir les personnes atteintes de ces handicaps de leur isolement et ne ménagea plus aucun effort pour développer son institut et accueillir le plus d'élèves possible. En mars 1820, il fait appel au public en vue de recueillir des fonds et de créer une association philanthropique pour soutenir son entreprise. L'appel est entendu et dès le 27 août 1820, les statuts sont déposés. Parmi les membres, on trouve Georges Nagelmackers. En 1822, on lui adjoint, comme instituteur, Joseph Henrion, verviétois sourd-muet de naissance, élève de Sicard et un pensionnat est annexé à l'école.  En 1823, l' école de Pouplin devient l' Institut des sourds-muets et, deux ans plus tard, déménage rue des Clarisses.
En 1828, il décède et c'est son fils, Clément-Joseph Pouplin qui lui succède en mai. Le 29 juin 1829, Guillaume Ier des Pays-Bas visite l'institut, et deux jours plus tard lui confère le titre honorifique d'Institut royal. 
Mais, ce n'est qu'en 1837 que Clément Pouplin crée une section pour jeunes aveugles et que le nom de l'institution devient Institut Royal des Sourds-Muets et Aveugles.  Titre qu'elle conservera jusqu'en 1968, année de l'intégration de l'Institut dans l'enseignement communal liégeois sous le nom actuel : Institut Royal pour Handicapés de l'Ouïe et de la Vue (I.R.H.O.V.). L'année suivante, l'institut déménage rue Agimont. En 1843, le langage gestuel est abandonné au profit de la lecture labiale.
Le bâtiment principal de la rue Monulphe, l'ancien internat, date de 1875 et est l'œuvre de l'architecte Emile Demany. Il comportait une aile pour les filles, une autre pour les garçons, avec, au milieu, le logement du directeur. Parmi les administrateurs, on a compté Ulysse Capitaine.
À la veille de la Première Guerre mondiale, l'Institut n'accueillait pas moins de 97 enfants déficients de l'ouïe et 86 déficients de la vue. En 1968, lors de son intégration à l'enseignement communal liégeois, l'Institut hébergeait encore 160 internes (110 ouïes/50 visuels), mais lorsqu'en 1973 on instaura un service de ramassage scolaire (province de Liège, une partie de la province de Namur et, une fois par semaine, la province du Luxembourg), la fréquentation de l'internat diminua rapidement (20). L'internat est fermé depuis 2003. De nouveaux bâtiments furent construits en 1982 pour l'école secondaire, ils hébergent des ateliers, des installations sportives (salle de gymnastique, piscine), des classes et des locaux administratifs. Depuis la fin des années 1980, l'accueil ne se limite plus aux déficients de l'ouïe et de la vue, mais s'ouvre également à d'autres handicaps.
Il est situé rue Monulphe, derrière l'abbaye de Saint-Laurent de Liège.  Un peu plus bas, la rue Pouplin est nommée en l'honneur de Jean-Baptiste Pouplin. On y trouvait la Soundstation dans l'ancienne gare Jonfosse.

## Vues de l'institut

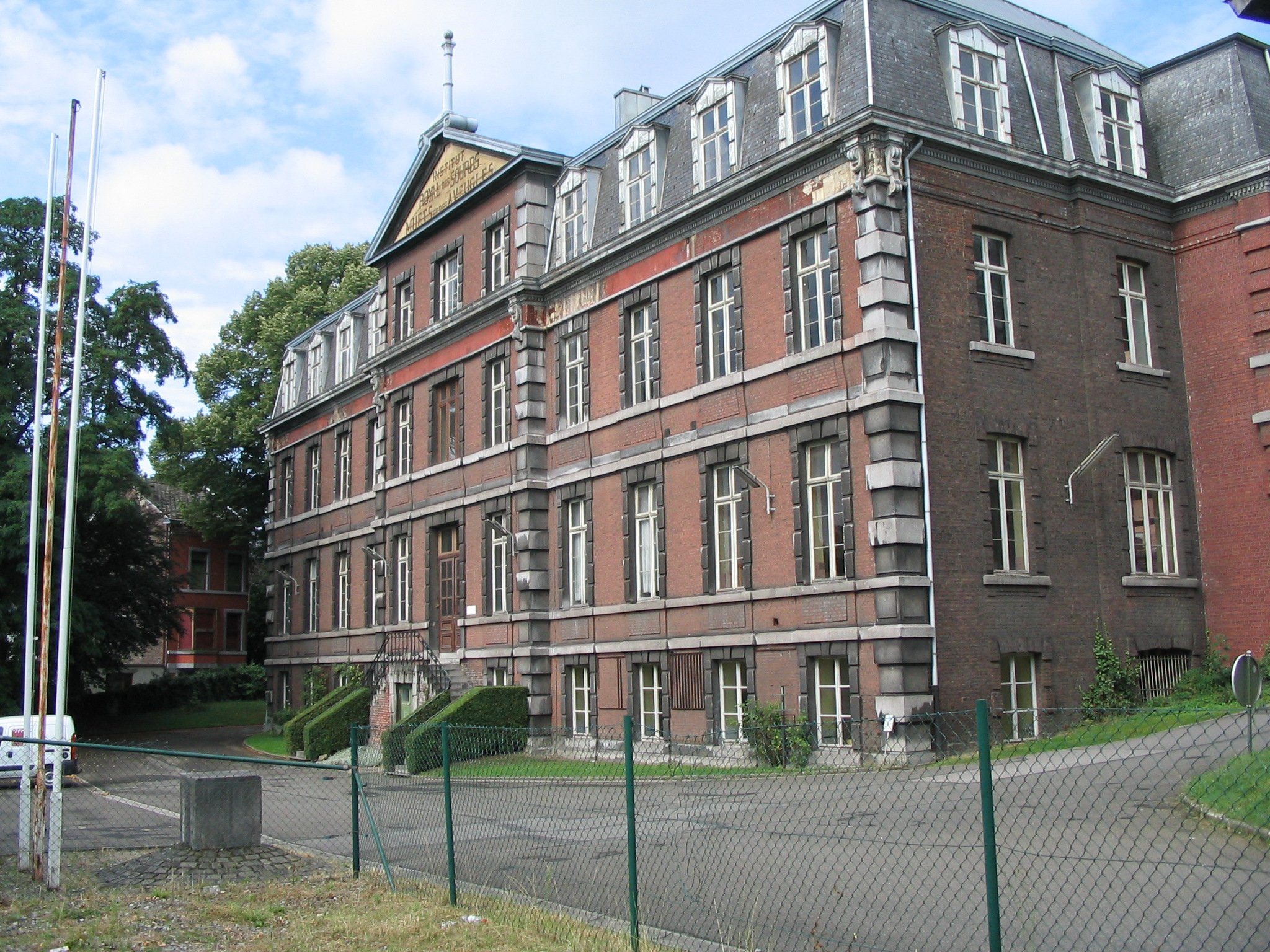
Institut royal des sourds-muets et des aveugles.
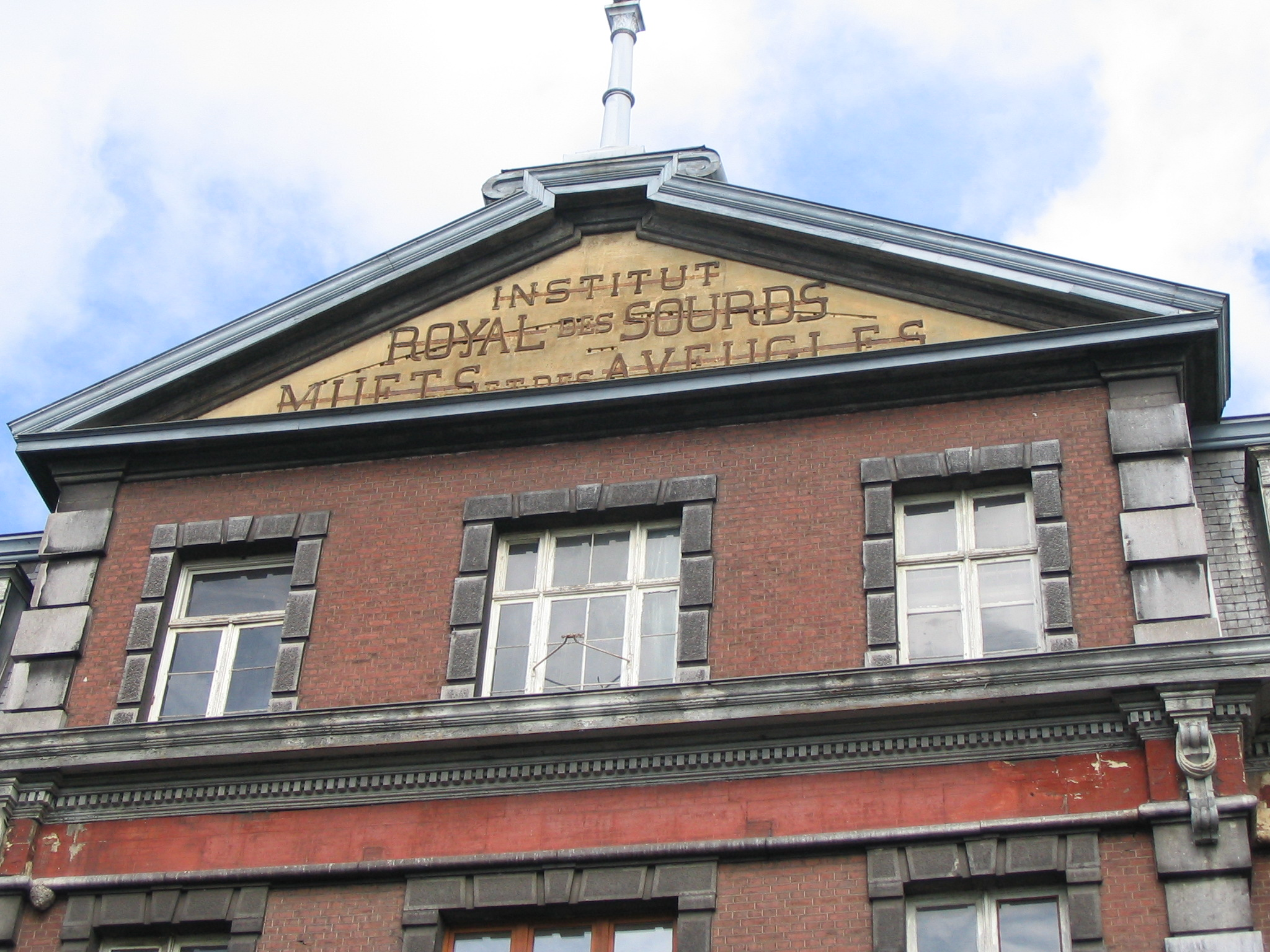
Fronton de l'institut.
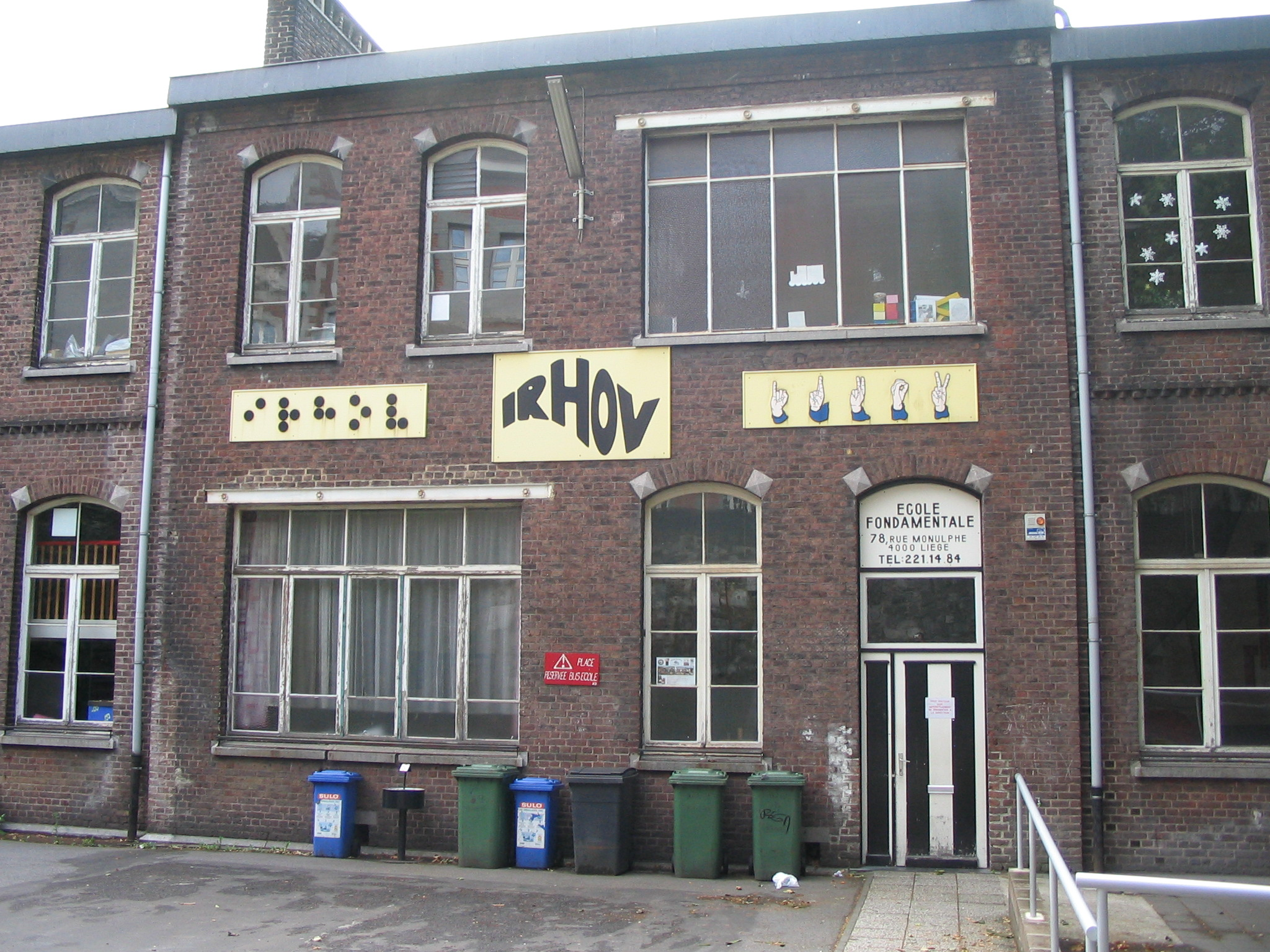
Section enseignement fondamental.